# Heterospilus flavipes
Heterospilus flavipes är en stekelart som först beskrevs av Cameron 1905.  Heterospilus flavipes ingår i släktet Heterospilus och familjen bracksteklar. Inga underarter finns listade i Catalogue of Life.